# 831

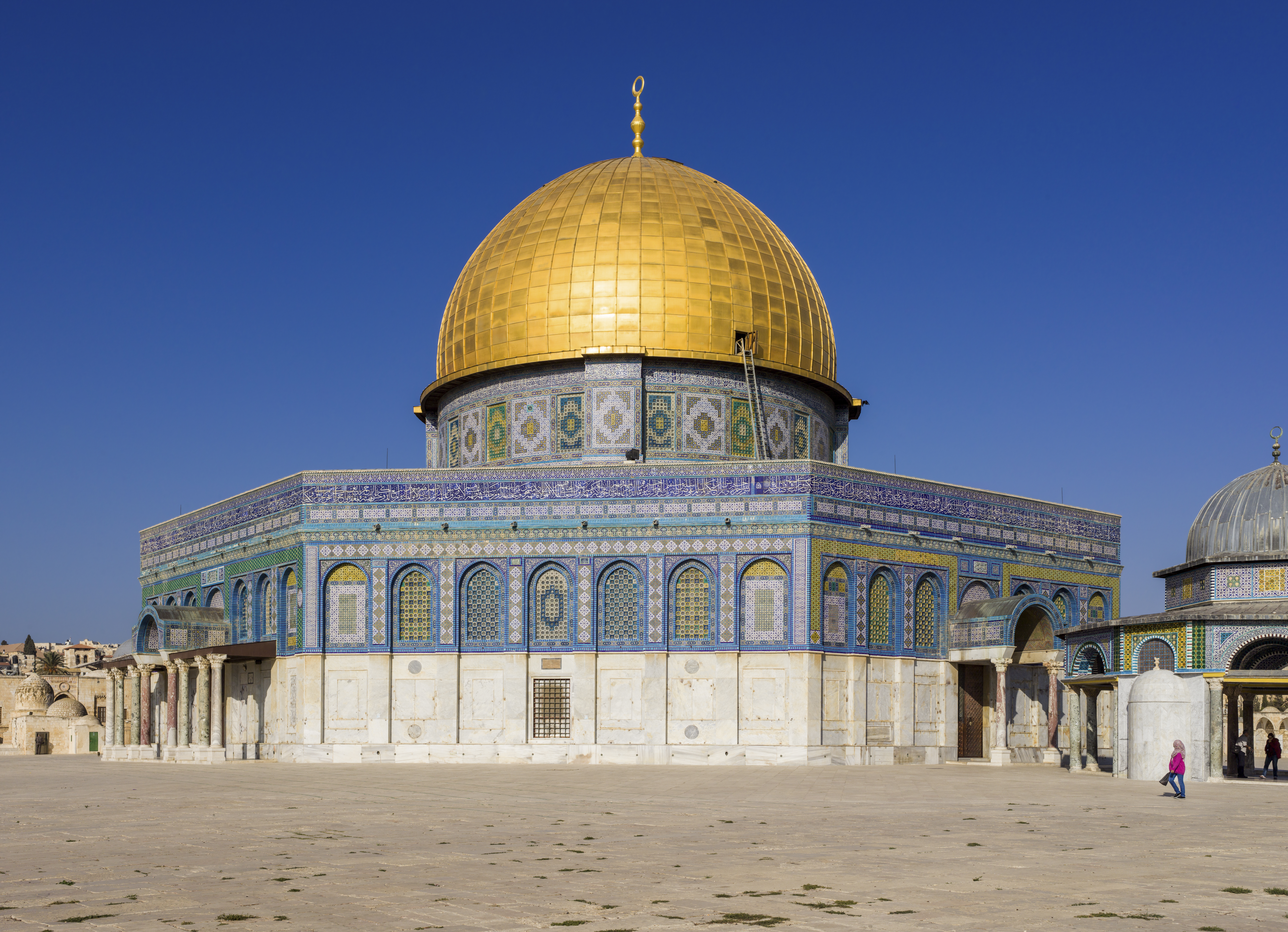
De Rotskoepel op de Tempelberg (2013)

Het jaar 831 is het 31e jaar in de 9e eeuw volgens de christelijke jaartelling.

## Gebeurtenissen

### Byzantijnse Rijk
- Byzantijns-Arabische Oorlog: Keizer Theophilos valt met een Byzantijns expeditieleger Cilicië binnen, maar lijdt later een reeks van nederlagen. De Arabieren voeren een tegenoffensief en bezetten de bergpassen van het Taurusgebergte (huidige Turkije).
- Herfst - Arabische troepen op Sicilië belegeren Palermo, de vestingstad wordt kort daarna ingenomen. Emir Ziyadat Allah I van Ifriqiya (huidige Tunesië) consolideert zijn heerschappij over het Byzantijnse eiland en maakt het een Aghlabidische provincie.

### Europa
- Nominoë, Bretonse edelman, wordt op de landdag in Ingelheim (Rijnland-Palts) door keizer Lodewijk I ("de Vrome") tot koninklijk gezant voor Bretagne benoemd.

### Arabische Rijk
- Kalief Al-Ma'mun laat op de Tempelberg ten oosten van Jeruzalem verbouwingen uitvoeren aan de Rotskoepel en laat zijn eigen naam in het bouwwerk graveren.

## Overleden
- Omoertag, heerser (khan) van het Bulgaarse Rijk